# Cicle de Völsung

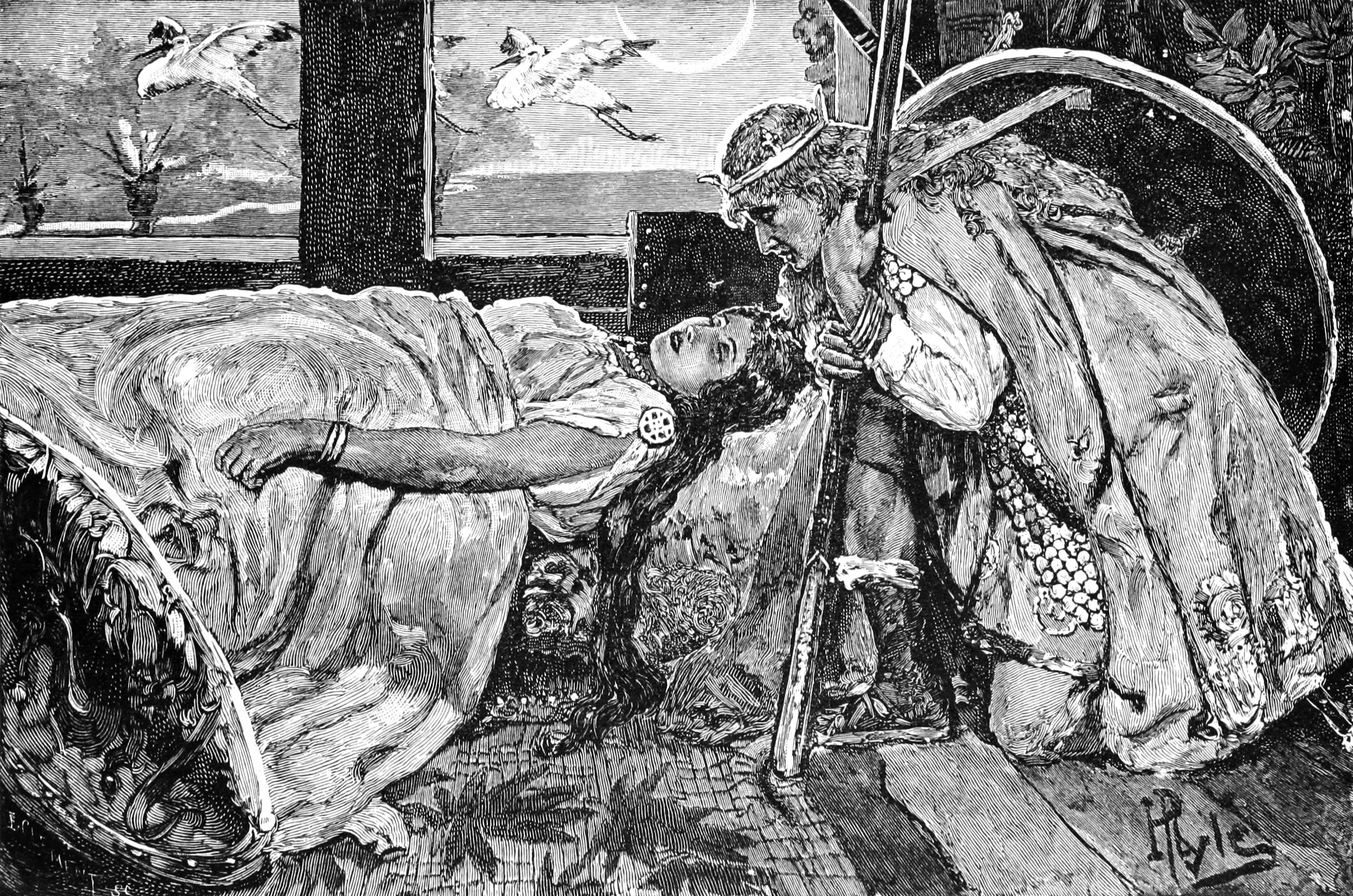
"El despertar de Brunhild" - Howard Pyle, 1882.

El Cicle de Völsung és una sèrie de llegendes de la mitologia nòrdica que es van registrar per primer cop a la Islàndia medieval. Els contes originals islandesos es van expandir enormement amb el folklore escandinau nadiu, inclosa la llegenda de Helgi Hundingsbane que, al seu torn, sembla haver estat originalment una tradició independent de la saga de Ylfing. El material mitològic en aquest cicle inclou la saga de Volsunga, la història d'Odder, i altres.
El cicle de Völsung es basa parcialment en la mateixa matèria que l'epopeia alemanya, el Cant dels Nibelungs.